# Spondylosis deformans

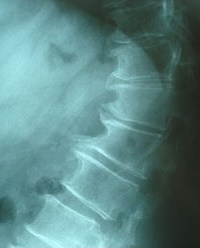
Spondylose der Brustwirbelsäule

Spondylosis deformans, deutsch Spondylose (auch Wirbelsäulenverschleiß genannt), ist ein Sammelbegriff für eine Abnützungskrankheit mit degenerativen Veränderungen an Wirbelkörpern (und Intervertebralräumen), die sich röntgenologisch als Unregelmäßigkeiten (z. B. Zacken, Erhebungen oder Randwülste) darstellen. Konkrete Angaben über den Zustand der Bandscheiben oder klinische Symptome sind mit diesen Verschleißzeichen an den Wirbelkörpern nicht verbunden. 
Ursächlich werden degenerative Veränderungen der Bandscheiben (Chondrose) angenommen. Leitsymptom der spondylotischen Deformierung (lateinisch Spondylosis deformans) sind die Spondylophyten (Randzackenbildungen an den Wirbelkörpern). Sie können im Verlaufe der Erkrankung an Größe zunehmen und letztlich ein oder mehrere Wirbelsegmente knöchern verbinden (Ankylose bei ankylosierender Spondylosis deformans).
Die Spondylose ist (im Gegensatz zur Spondylitis) seit jeher häufig. Verschleißbedingte spondylotische Veränderungen hatten bereits Dinosaurier im Mesozoikum (in der Kreidezeit vor 70 bis 140 Millionen Jahren), wie deren 20 bis 30 Meter langen Wirbelsäulen erkennen lassen. Mit seinem Schüler Jürgen David kam Hans Grimm bei umfassenden Untersuchungen in Ostdeutschland 1959 zu dem Ergebnis, dass die Spondylosis deformans im Neolithikum und im Mittelalter ungefähr gleich häufig war, was darauf schließen lassen kann, dass die moderne Lebensweise wenig Einfluss auf die Pathogenese der Erkrankung hat. Der Pathologe Carl von Rokitansky prägte 1844 den früher für die Spondylosis deformans gebrauchten Begriff Spondylitits deformans, der sowohl für einen rheumatisch-entzündlichen Prozess als auch einen degenerativen Altersvorgang stand (bis Ende des 19. Jahrhunderts wurden Spondylitis und Spondylose meist nicht genauer unterschieden und im Englischen wird die auf die Wirbelkörper bezogene Spondylosis deformans – wie im 19. Jahrhundert – zuweilen noch als eigentlich auf die Wirbelgelenke bezogene osteoarthritis bezeichnet). Auch Rudolf Beneke nannte die von ihm ab 1897 untersuchte Spondylosis deformans noch „Spondylitis deformans“.